# Jacobus Pamelius

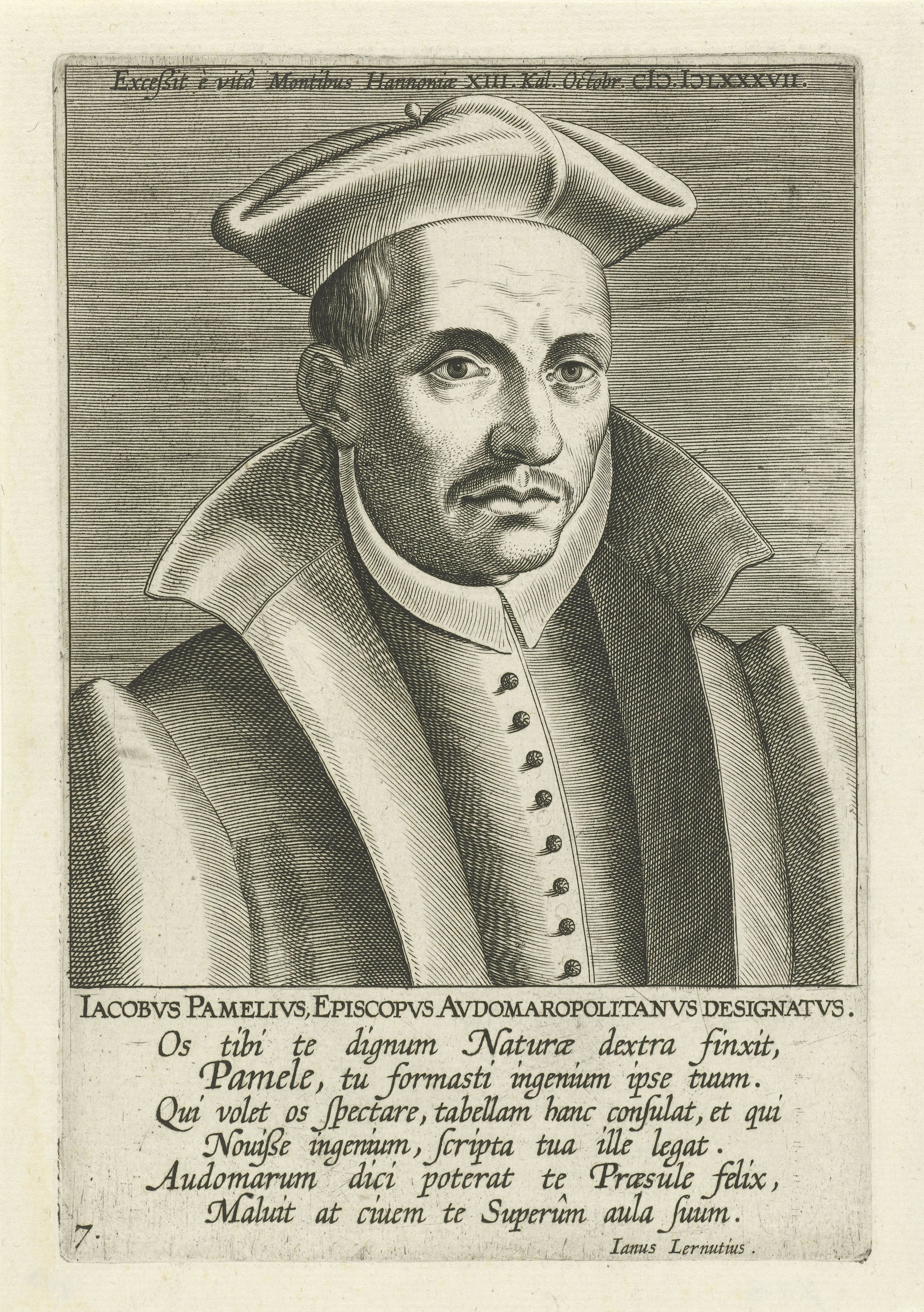
Jacob Pamelius

Jacobus Pamelius of Jacob van Pamele (Brugge, 13 mei 1536 – Bergen, 19 september 1587) was een Vlaams theoloog, humanist en uitgever van teksten van de kerkvaders.

## Levensloop
Jacob was een zoon van Adolf de Joigny de Pamele en van Madeleine van den Heede. Adolf was achtereenvolgens schepen van Brugge, rekwestmeester in de Geheime Raad, raadsheer bij de Raad van State en bij de Geheime Raad. De oudste zoon van Adolf, Willem van Pamele, werd president van de Raad van Vlaanderen en van de Geheime Raad. 
Jacob deed middelbare studies in de cisterciënzerabdij van Boneffe in het graafschap Namen. Hij vervolgde met studies wijsbegeerte aan de Universiteit Leuven, waar hij in 1553 promoveerde tot magister artium. De volgende negen jaar studeerde hij godgeleerdheid, eerst aan het Pauscollege in Leuven en vervolgens aan de Sorbonne in Parijs, waar hij in 1562 promoveerde tot licentiaat in de godgeleerdheid.
Hoewel hij toen nog maar de lagere wijding van subdiaken had ontvangen, werd van Pamel in 1561 tot kanunnik van het Sint-Donaaskapittel benoemd. Het jaar daarop werd hij tot priester gewijd door kardinaal Antoine Perrenot de Granvelle. Hij ging in Brugge bij zijn weduwe geworden moeder wonen en begon aan het naarstig bestuderen van oude handschriften.
Dit bracht hem ertoe een aanzienlijke bijdrage te leveren tot de monumentale uitgave (acht boekdelen) van de werken van de Zalige Beda, die vanaf 1563 in Bazel werden uitgegeven door drukker Johannes Hervagius de Jongere (†1564), onder supervisie van Johann Herwagen de Oudere (†1557): Opera Bedae Venerabilis Presbyteri, Anglosaxonis: Viri in Diuinis atque Humanis Literis Exercitatissimi: omnia in octo tomos distincta, 8 vols, (Basileae: Joannes Hervagius 1563).
Pamelius vervolgde met het publiceren van zeldzame teksten, zoals de Micrologus de ecclesiasticis observationibus (Antwerpen, Christoffel Plantijn, 1565), een liturgisch commentaar op een tekst uit het begin van de twaalfde eeuw en met een editie van de door Cassiodorus geschreven Institutiones divinarum lectionum, waaraan hij een catalogus toevoegde van oude Bijbelse commentaren. Hij toonde tevens belangstelling in de geschriften van Cyprianus en in werken over liturgie.
Van 1568 tot 1571 was hij deken van het Sint-Donaaskapittel, een ambt dat hij slechts aanvaardde onder het beding dat hij zodra het hem paste ontslag mocht nemen. In 1570 werd hij door bisschop Remigius Driutius tot lid van de commissie van examinatoren van boeken benoemd. In 1571 werkte hij mee aan de publicatie van de Index expurgatorius. In 1574 werd hij scholaster van het Sint-Donaaskapittel en in 1575 was hij een actief fondsenwerver voor het op te richten jezuïetencollege in Brugge. 
Toen de protestanten vooruitgang maakten en ze in 1576 door de Pacificatie van Gent, een vorm van officiële erkenning verkregen schreef Pamelius een tekst voor de bisschoppen Martinus Riethovius en Remi Drieux, waarin hij de argumenten aangaf die zich kantten tegen religieuze tolerantie. Na zijn dood werd die tekst gepubliceerd: De religionibus diversis non admittendis (Antwerpen, Plantin, 1589). In Brugge werd in 1578 de Calvinistische Republiek uitgeroepen. Hij werd al direct ongunstig genoteerd omdat hij de verdediging nam van drie franciscaanse monniken die van sodomie werden beschuldigd. Op 8 oktober 1578, de dag dat de predikheren, de augustijnen en de karmelieten uit Brugge werden verbannen, vertrok hij ook en begaf zich naar Douai. 
In 1580 verleende het kapittel van Sint-Omaars hem een prebende en benoemde hem in 1581 tot aartsdeken. In die periode legde hij de laatste hand aan zijn Tertullianus, die in 1584 in Parijs werd gepubliceerd. Hij ontwikkelde in Franstalig Vlaanderen activiteiten ter ondersteuning van katholieke vluchtelingen uit streken onder calvinistisch bewind of uit Engeland en Ierland. In oktober 1586 werd een provinciaal concilie belegd in Bergen en Pamelius zou er aan deelnemen als theologisch adviseur van Jean Six, de bisschop van Saint-Omer. Deze werd ziek in Rijsel, zodat Pamelius als zijn vertegenwoordiger aan het concilie deelnam. 
Op 11 oktober 1586 overleed Jean Six en koning Filips II benoemde Pamelius tot zijn opvolger, maar ook hij stierf, nog voor hij de pauselijke bul ter confirmatie ontving. Hij werd bijgezet in de collegiale Sint-Waltrudiskerk. Een herdenkingsdienst werd gehouden in de kathedraal van Saint-Omer.

## Publicaties
- Micrologus de ecclesiasticis observationibus (Antwerpen, Christophe Plantin, 1565),
- Cassiodorus,Institutiones divinarum lectionum, met een catalogus van oude Bijbelse commentaren, Antwerpen 1566.
- Liturgica latinorum, Keulen, 1571.
- De religionibus diversis non admittendis, Antwerpen, 1589.
- Hij publiceerde, met commentaren, de werken van
  - Cyprianus, Antwerpen, 1566-1589,
  - Tertullianus, Parijs, 1584,
  - Rabanus Maurus, Keulen, 1627.